# Riserva naturale orientata Monti di Palazzo Adriano e Valle del Sosio
La riserva naturale orientata Monti di Palazzo Adriano e Valle del Sosio è un'area naturale protetta situata nei comuni di Bivona e Burgio, in provincia di Agrigento e di Chiusa Sclafani e di Palazzo Adriano, nella città metropolitana di Palermo, istituita dalla Regione Siciliana nel 1997. Nel 2012 è stata inglobata nel parco dei Monti Sicani. Nel 2019, a seguito dell'annullamento del Parco del Monti Sicani, è stata ripristinata.

## Descrizione
In questa riserva si trovano fossili risalenti al Permiano, i più antichi rinvenibili in Sicilia. Il merito della valorizzazione di questa area naturale è del paleontologo Gaetano Giorgio Gemmellaro (1832-1904). L'area è gestita dall'Azienda Regionale Foreste Demaniali. La riserva ha una superficie di 5.862 ha ed è attraversata dal fiume Sosio (corso d'acqua che nasce tra Santo Stefano Quisquina e Bivona); è stata inaugurata nel maggio 2005 e presenta 40 sentieri, oltre 60 specie di uccelli, più di 47 specie botaniche (tra cui bellissime orchidacee) e funghi come il funcia di ferla, e un'area attrezzata, quella della Menta nel bosco di San Adriano. L'area attrezzata della riserva è stata inaugurata il 18 maggio 2005.